# Pávián
A páviánok vagy babuinok (Papio) óvilági majmok, amelyek Afrikában és egy kis területen az Arab-félszigeten fordulnak elő. Meglehetősen nagy termetű, nagy csapatokban élő, mindenevő főemlősök. Hagyományosan öt fajukat különböztetik meg, ám ezt a felosztást számos kutató elveti – sokak szerint csak 2, mások szerint viszont 7 faj tartozik ide. A genetikai vizsgálatok a nem tagjai esetében még gyerekcipőben járnak, így egyelőre nincsenek megnyugtató eredmények.

## A név eredete
Az állat tudományos neve, a Papio a vörös páviánt jelentő középkori eredetű spanyol papión szóból származik, amelyet e faj neveként a francia az angol nyelv is átvett és mindmáig használ. A szó eredete egyébként egy afrikai helyi elnevezés lehetett, amely kapcsolatban állhatott az ókori egyiptomi páviánistenség, Babi alakjával. A papion szóból keletkezhetett azután a francia babouin név (a „grimasz” jelentésű francia babou szóval való hasonlóság hatására), amit Georges-Louis Leclerc de Buffon francia természettudós használt először a páviánok tudományos neveként (Histoire naturelle, 1749-1788). A magyarba a holland Baviaan és német Pavian útján került a szó.